# Kigeli III Ndabarasa
Kigeli wa III Ndabarasa, també conegut com a Gitakwandira, (regnat 1708 – 1741) va ser un Mwami del regne de Ruanda durant el segle xviii. la fi del seu regnat i l'ascens del seu successor Mibambwe III Mutabazi II Sentabyo van ser marcats per un eclipsi.